# Geordie
Unter Geordie versteht man sowohl einen Angehörigen der Bevölkerung der Umgebung von Newcastle upon Tyne in Nordengland als auch den dort vorherrschenden Dialekt des Englischen.
Geordie als Dialekt ist näher an der Sprache der Angeln und hat deutlich weniger Einflüsse aus der französischen und der lateinischen Sprache übernommen als das südliche Englisch.
| Phonem | Geordie | Beispiel |
| ------ | ------- | -------- |
| /æ/    | a~ɑ     | back     |
| /ʌ/    | ʊ       | strut    |
| /aɪ/   | ɛɪ      | shine    |
| /aʊ/   | əʊ      | now      |

Es weist wie die meisten nordenglischen Dialekte in den Vokalen eine deutliche Ähnlichkeit zur deutschen Aussprache auf, so werden /æ/ wie in „cat“ als [a] und /ʌ/ wie in „cut“ als [ʊ] ausgesprochen. Auffällig ist auch die Aussprache des «i», das einem deutschen "oi" sehr nahekommt. Unterschiede bestehen auch in den Personalpronomen: Geordies benutzen we anstelle von us, youse als Plural von you, me anstelle von my, us anstatt me und wor für our.